# Hexatoma californica
Hexatoma californica är en tvåvingeart som först beskrevs av Osten Sacken 1877.  Hexatoma californica ingår i släktet Hexatoma och familjen småharkrankar. Inga underarter finns listade i Catalogue of Life.